# 维斯塔斯
維斯塔斯（英語：Vestas），全名維斯塔斯風力系統公司（英語：Vestas Wind Systems A/S），是集風力發電機設計、製造、銷售、安裝及服務為一體的公司，總部位於丹麥奧胡斯。維斯塔斯成立於1945年。2018年年度裝置量以維斯塔斯居世界首位。維斯塔斯工廠遍佈於丹麥、德國、印度、義大利、羅馬尼亞、英國、西班牙、瑞典、挪威、澳大利亞、中華人民共和國和美國等地。

## 歷史沿革
維斯塔斯的歷史可以追溯到1898年，當時史密斯·漢森（Hand Smith Hansen）收購了位於西日德蘭半島來姆（Lem）的一家鐵匠鋪。第二次世界大戰後，1945年由史密斯的兒子佩德·漢森（Peder Hansen）創立「維斯塔斯」的前身「西日德蘭鋼鐵技術有限公司」（丹麥語：Vestjysk Stålteknik A/S），該公司最初製造家電，1950年開始製造農業設備，1956年開始製造中冷器，1968年開始製造液壓起重機，1979年開始進入風力發電機行業。1995年8月維斯塔斯生產型號為NTK 1500/60的風力發電機，由蒂莫西·雅各布·延森負責產品設計，於1997年獲得iF產品設計獎與紅點設計大獎。
2004年1月維斯塔斯與另一家丹麥風力發電機製造商NEG Micon合併，合併後的名稱為「維斯塔斯風力系統公司」。2005年維斯塔斯虧損1.16億歐元，但2006年銷售比前一年增長7.5%，使得當年度轉虧為盈，獲利2.01億歐元。2007年維斯塔斯建立了吹哨人制度，以便員工舉發任何違反安全規則或歧視的行為。
2009年2月，維斯塔斯宣布生產兩款風力發電機3MW-V112和1.8MW-V100，並於2010年上市。7月，維斯塔斯宣布，由於英國市場需求不足，因此將關閉位於英格蘭懷特島郡的工廠，影響該處525個工作職位，以及在南安普敦100個工作職位。2009年7月20日，大約25名工人占據了辦公室以示抗議，要求英國政府將該工廠國有化以挽救他們的工作，維斯塔斯管理階層沒有做出任何回應。8月，維斯塔斯在中華人民共和國、美國、西班牙等地新增雇用超過5000名員工。
2010年維斯塔斯在美國波特蘭設立北美總部，投資6600萬美元。另一方面，10月宣布關閉位於丹麥與瑞典的5家工廠，裁員3,000人。12月，維斯塔斯發表7MW離岸風力發電機組，其轉子直徑為164公尺。2012年1月，維斯塔斯宣布若美國不延長預計於2012年底到期的風力發電減稅優惠，將在美國解僱1600名工人。
2013年9月，維斯塔斯與日本三菱重工宣布成立合資公司，公司名為「三菱重工維斯塔斯離岸風電」（MHI Vestas Offshore Wind），於2014年4月開始營運。三菱重工維斯塔斯總公司位於丹麥奧胡斯。「維斯塔斯」與「三菱重工維斯塔斯」以產品線作為主要區分，維斯塔斯以陸上風電為主，三菱重工維斯塔斯則是以離岸風電為主。
2015年3月，維斯塔斯宣布將在美國科羅拉多州的溫莎的葉片製造工廠增加400個工作職位。2016年維斯塔斯宣布在印度設立葉片工廠。2018年2月，維斯塔斯收購了能源分析服務商Utopus Insights。
2019年，維斯塔斯宣布成為梅賽德斯-賓士的電動方程式車隊首席合作伙伴。
2019 年，三菱重工-维斯塔斯（MHI-Vestas）接收了一艘用于 Deutsche Bucht 海上风电项目的供应和运营船，另外两艘船计划用于其他项目。

## 產品
維斯塔斯風力發電機產品之產品代碼前面均為「V」開頭，即「Vestas」簡寫，產品分為「2MW」、「4MW」、「EnVentus™」平台系列。各系列產品型號與主要規格如下：

### 2MW平台系列[25]
| 型號        | 額定功率 （單位：MW） | 設計風區等級 | 葉輪直徑 （單位：m） | 輪穀高度 （單位：m） |
| ----------- | --------------------- | ------------ | -------------------- | -------------------- |
| V120-2.2 MW | 2.2                   | IIb/S        | 120                  | 80/92/122            |
| V116-2.1 MW | 2.1                   | IIb          | 116                  | 80/94                |
| V110-2.0 MW | 2                     | IIIa         | 110                  | 80/95/110/120/125    |
| V100-2.0 MW | 2                     | IIb          | 100                  | 80/95                |
| V90-2.0 MW  | 2/2.2                 | IIa/S        | 90                   | 80/95/105            |

### 4MW平台系列[26]
| 型號         | 額定功率 （單位：MW） | 設計風區等級   | 葉輪直徑 （單位：m） | 輪穀高度 （單位：m）   |
| ------------ | --------------------- | -------------- | -------------------- | ---------------------- |
| V150-4.2 MW  | 4/4.2                 | IIIb           | 150                  | 依裝設地定製           |
| V136-4.2 MW  | 4/4.2                 | IIb/S          | 136                  | 依裝設地定製           |
| V136-3.45 MW | 3.45                  | IIIa/IIb       | 136                  | 82/112/132/149         |
| V126-3.45 MW | 3.45                  | IIa/IIb        | 126                  | 87/117/137/147/149/166 |
| V117-4.2 MW  | 4/4.2                 | Ib-T/IIa-T/S-T | 117                  | 84/91.5                |
| V117-3.45 MW | 3.45                  | Ib/IIa         | 117                  | 80/91.5/116.5          |
| V112-3.45 MW | 3.45                  | Ia             | 112                  | 69/94                  |
| V105-3.45 MW | 3.45                  | Ia             | 105                  | 72.5                   |

### EnVentus™平台系列[27]
| 型號        | 額定功率 （單位：MW） | 設計風區等級 | 葉輪直徑 （單位：m） | 輪穀高度 （單位：m） |
| ----------- | --------------------- | ------------ | -------------------- | -------------------- |
| V162-5.6 MW | 5.6                   | S            | 162                  | 119/125/148/149/166  |
| V150-5.6 MW | 5.6                   | S            | 150                  | 105/125/148/155/166  |
| V138-3.0 MW | 3                     | S            | 138                  | 83/96                |

## 營運據點
維斯塔斯總公司位於丹麥奧胡斯，在全球超過三十個國家與地區設有銷售與服務據點。

### 銷售與服務
歐洲：奧地利、保加利亞、法國、德國、希臘、愛爾蘭、義大利、荷蘭、波蘭、葡萄牙、羅馬尼亞、西班牙、瑞典、土耳其、烏克蘭、英國、俄羅斯
亞洲：中華人民共和國、印度、日本、大韓民國、菲律賓、新加坡、台灣、泰國
美洲：美國、巴西、智利、墨西哥、阿根廷
其他：澳大利亞、紐西蘭、南非

### 工廠
維斯塔斯在全球共有28間工廠，工廠分布地如下（數字為當地工廠數量）：丹麥（6）、德國（3）、西班牙（3）、義大利（1）、土耳其（1）、中華人民共和國（天津4，上海1）、印度（2）、美國（4）、阿根廷（1）、巴西（1）、墨西哥（1）

### 研發
維斯塔斯共有6處研發據點，分別位於丹麥奧胡斯、德國胡蘇姆、德國多特蒙德、英國紐波特、葡萄牙波爾圖、印度清奈

## 圖集
- Vestas V112-3 MW，位於德國
- Vestas V112-3 MW，位於德國
- Vestas V90-3MW，位於英國
- Vestas V90-3MW，位於瑞典
- Vestas風力發電機，位於德國

## 外部連結
- （英文）Vestas官網 （页面存档备份，存于）
- （简体中文）维斯塔斯官網 （页面存档备份，存于）